# 軒 (建築)
| ウィキペディアには「軒 (建築)」という見出しの百科事典記事はありません（タイトルに「軒 (建築)」を含むページの一覧/「軒 (建築)」で始まるページの一覧）。 代わりにウィクショナリーのページ「のき」が役に立つかもしれません。 |